# Vansbro kommunvapen

Vansbro kommunvapen innehåller delar hämtade från vapnen som gällde för de kommuner som lades samman 1971.

Vansbro kommunvapen föreslogs redan när Vansbro kommun bildades, men det dröjde till 1986 innan det registrerades och började användas av kommunen. Det innehåller bilder från vapnen för de tre tidigare kommuner som sammanlades till den nuvarande kommunen.

## Blasonering
Blasonering: I blått fält en yxa och ett svärd i kors, i övre korsvinkeln åtföljda av ett järnmärke, allt av guld.

## Bakgrund
I den nybildade kommunen kunde man först inte enas om ett gemensamt vapen, så på kommunens brevpapper visade man sköldarna för samtliga tre landskommuner som hade lagts samman, Järna, Nås och Äppelbo, mot ett blått band som stod för Västerdalälven. De hade alla vapen, vilket var vanligt i Dalarna. Riksarkivet hade redan 1971 föreslagit ett nytt vapen, som tog upp delar från vart och ett av de tidigare vapnen, och när man på 1980-talet ville anta ett vapen för kommunen så tog man till sig detta förslag. Yxan är hämtad från Nås vapen som hade fått det från tingslagets sigill av år 1631 med sannolik syftning på skogsbruk, svärdet kommer från Äppelbo vapen med syftning till militärens verksamhet i socknen och järnmärket är från Järna vapen där det både stod för ortnamnet och järnhanteringen.

## Vapen för tidigare kommuner inom den nuvarande kommunen
De nedanstående vapnen upphörde formellt när den nuvarande kommunen bildades vid årsskiftet 1970/71, även om Vansbro kommun till en början fortsatte att använda alla tre tillsammans (se ovan).

### Järna
Järna landskommun fick sitt vapen fastställt av Kungl. Maj:t (regeringen) den 20 december 1944, med följande blasonering: Sköld, kluven av guld, vari en grön havrevippa, och grönt, vari tre stolpvis ordnade järnmärken av guld. Först 1822 blev Järna en egen socken, dittills hade den räknats som ett annex till Nås. Järnhantering har alltid funnits i trakten och anses ha givit Järna dess namn. Såvitt känt hade Järna sitt namn redan på tidigt 1400-tal, men några äldre sigill med karaktäristiska motiv för socknen har inte återfunnits, varför vapnet var en nyskapelse i samarbete med Riksheraldikerämbetet. Den tåliga havren spelade stor roll för bygdens överlevnad i gamla tider när maten alltid producerades lokalt och var beroende av lokalt väder och vatten. Järnmärkena står för ortnamnet och att de är tre är en syftning på de tre så kallade Snöåverken, järnverk verksamma under 1800-talet.

### Nås
Nås landskommuns vapen fastställdes av Kungl. Maj:t den 30 december 1947 och blasoneras på följande sätt: I rött fält en av vågskuror bildad bjälkvis ställd kavel, åtföljd ovanför av en bjälkvis ställd yxa och nedanför av en plog, allt av guld. Det äldsta kända sockensigillet för Nås är från 1644 och innehåller en ordförandeklubba, men detta är inte någon originell bild för Nås utan snarare en form av standardbild i sockensigill vid tiden. När vapen skulle bestämmas för Nås gick man därför istället tillbaka till 1631 års tingslagssigill för Yttre gäldet i västra Dalarna, där Nås hade fungerat som central ort. I detta sigill fanns en yxa och ett årder. För trakten tycks dock plogen ha använts mer än årdret, så vapnet fick en plog. De båda symbolerna står för skogsbruk och jordbruk. Kommunalfullmäktige ville också ha en symbol för Dalälven i vapnet, vilket ledde till den av vågskuror bildade kaveln. Med begreppet "bjälkvis ställd kavel" avses att häroldsbilden är smalare än den vanliga häroldsbilden bjälke.

### Äppelbo
Äppelbo landskommun fick sitt vapen fastställt av Kungl. Maj:t den 10 maj 1946. Det blasoneras på följande vis: I blått fält ett stolpvis ställt svärd, på vardera sidan åtföljt av ett äpple, allt av guld. Äppelbo var från början en fjärding under Järna socken och precis som Järna, avsöndrades Äppelbo från Nås 1822 och blev då eget pastorat. Något äldre sigill för socknen är inte känt. Äppelbo var präglat av militär verksamhet, det var en soldatsocken med Stensbo kaptensboställde nära kapellet, uppfört på 1690-talet, och Äppelbo utgjorde samlingsplats inför avmarsch till regementet på Rommehed. Svärdet skall avspegla denna verksamhet, medan äpplena syftar på ortnamnet.

Järna landskommun (1944-1970)
Nås landskommun (1947-1970)
Äppelbo landskommun (1946-1970)